# Doubrava (les)

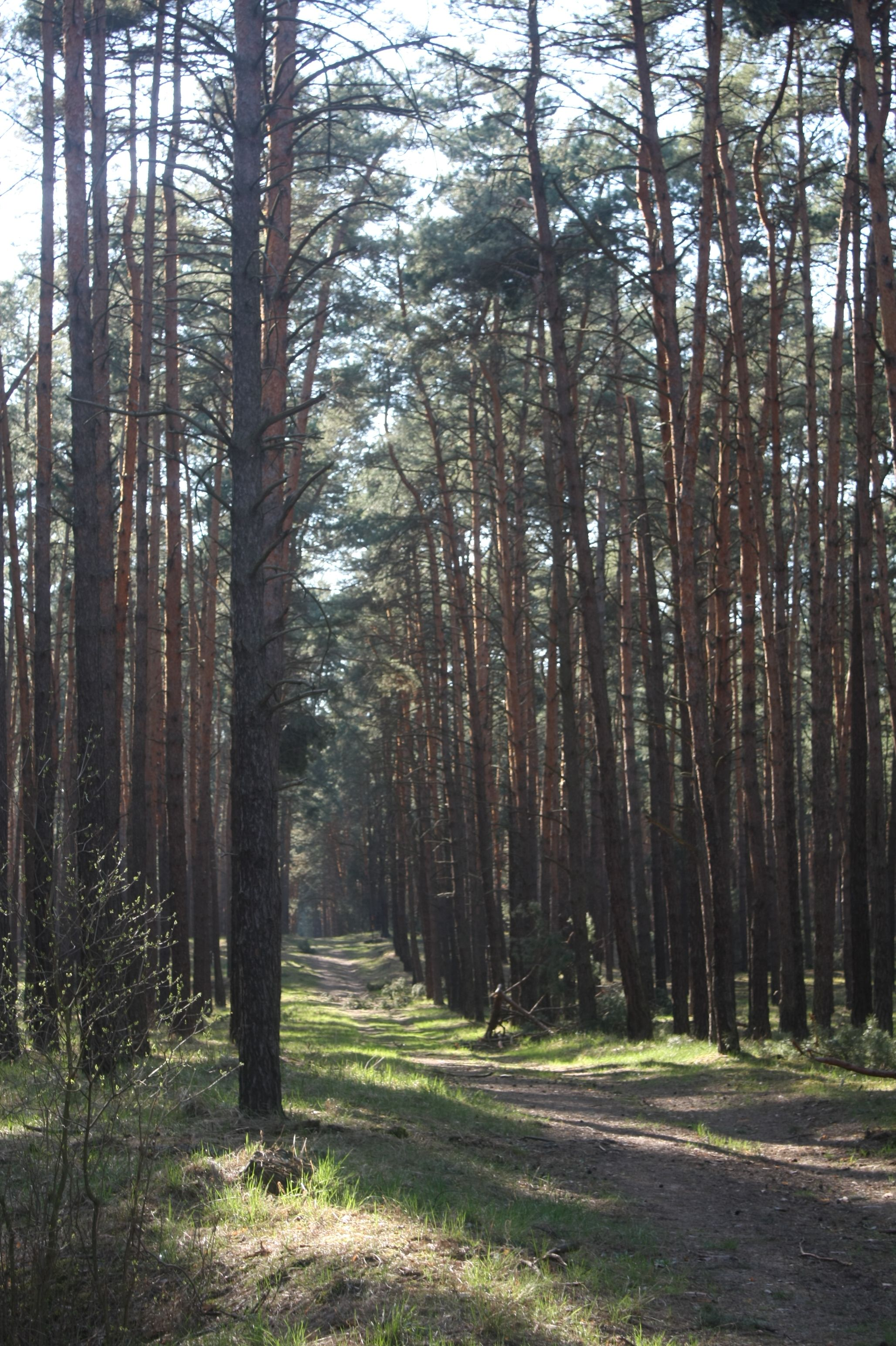
Okraj lesa Doubrava v sousedství NPP Váté písky

Doubrava (přezdívaná Moravská Sahara; slováckým nářečím Dúbrava) je rovinaté zalesněné území o rozloze 12 000 ha (120 km², 17 km na délku a 12 km na šířku) v Dolnomoravském úvalu v okrese Hodonín, které se rozprostírá mezi obcemi Bzenec, Strážnice, Ratíškovice, Dubňany, Vacenovice, Vracov a Milotice (tzv. Bzenecká Doubrava) a svým jižním cípem zasahuje až k Rohatci a Hodonínu (Hodonínská Doubrava). Ještě ve 13. století zde byl hustý dubový porost (doubrava). Lidskou činností, především kácením a intenzivní pastvou dobytka, však bylo do začátku 19. století plně odkryto písčité podloží a vítr začal písek rozšiřovat i na pole. O opětovné zalesnění území o rozloze 5 000 ha borovicovými monokulturami se v letech 1825–1852 zasloužil lesní inspektor Jan Bedřich Bechtel.

## Přírodní poměry
Půdní prostředí Doubravy je tvořeno čtvrtohorními vátými písky, které kontrastují s hlinitojílovitými naplaveninami v sousedící nivě řeky Moravy, na mnoha místech zde zachované v původní meandrující podobě (přírodní park Strážnické Pomoraví, přírodní památka Osypané břehy). Tyto váté písky propouštějí vodu a snadno vysychají. Výskyt písečných dun a zvláštní složení písku, ne nepodobné tomu v asijské poušti Gobi, vynesl oblasti přezdívku Moravská Sahara. Většina písčitého území dnes porostlá borovicovými monokulturami, jen úzký protipožární pruh podél železniční trati na východním okraji území je bez vegetace a byla zde vyhlášena národní přírodní památka Váté písky. Ke kácení lesa dnes dochází především u Vracova, Bzence-Přívozu (lesnická škola) a Strážnice. Území lesa Doubravy je od roku 2004 součástí ptačí oblasti Bzenecká Doubrava – Strážnické Pomoraví v rámci soustavy Natura 2000.

## Maloplošná zvláště chráněná území
Na území Doubravy se nachází celkem 7 maloplošných zvláště chráněných území. Jsou to dvě národní přírodní památky, jedna přírodní rezervace a čtyři přírodní památky.
- národní přírodní památka Hodonínská Dúbrava
- národní přírodní památka Váté písky u Bzence
- přírodní rezervace Písečný rybník
- přírodní památka Jezero
- přírodní památka Osypané břehy
- přírodní památka Pánov
- přírodní památka Vojenské cvičiště Bzenec

## Industrializace

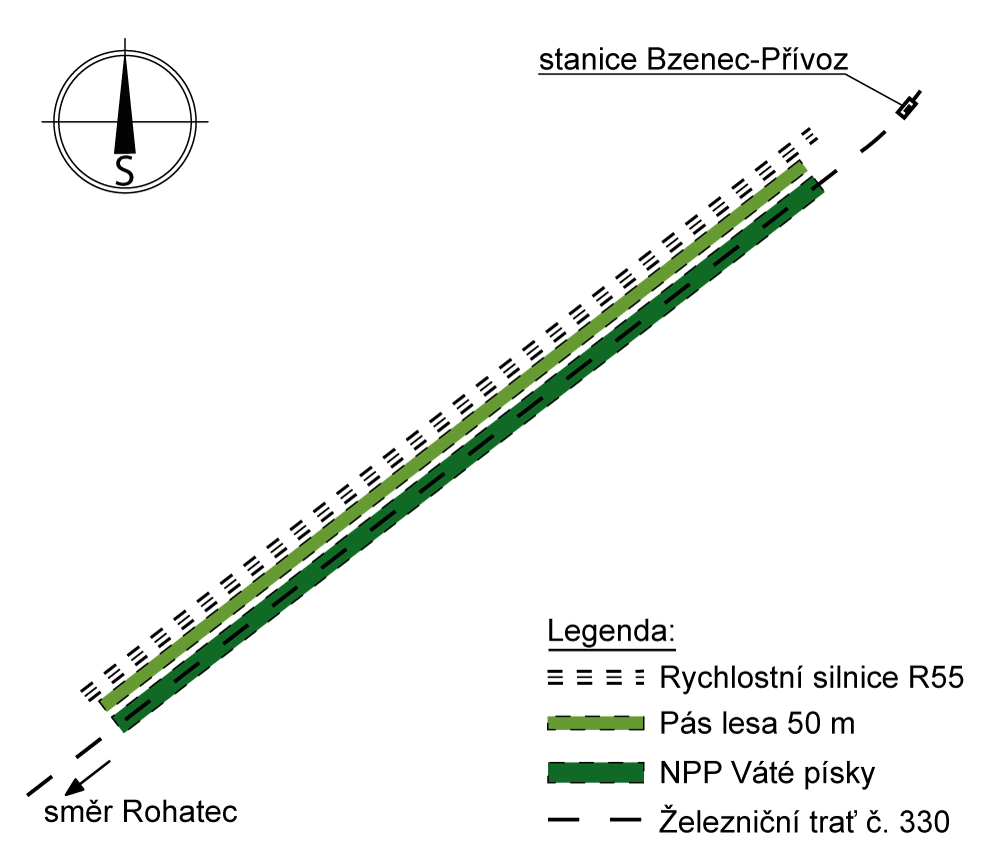
Schéma předpokládaného vedení D55 okrajem Doubravy, paralelně s železnicí a NPP Váté písky

Od 1. poloviny 19. století prochází okrajem oblasti těleso severní dráhy císaře Ferdinanda, dnes mezinárodní železniční koridor spojující Rakousko a Slovensko s Polskem. V blízkosti jejího křížení se silnicí II. třídy z Bzence do Strážnice se nachází pískovna, cihelna s železniční stanicí Bzenec-Přívoz. Uvnitř lesa, souběžně se směrem železniční trati, prochází lesem účelová silnička Příčná, využívaná též pěšími turisty a cykloturisty.
Okrajem lesa, souběžně se stávající železnicí a národní přírodní památkou Váté písky, je v současnosti plánována stavba dálnice D55 spojující Břeclav s Olomoucí. Proti tomuto vedení dálnice D55 protestují některá občanská sdružení, která se obávají devastující role projektu na přírodu a přirovnávají jej ke stavbě vodního díla Nové Mlýny. Česká společnost ornitologická a Děti Země podaly proti plánu stavby stížnost Evropské komisi a předložily návrh alternativního vedení silnice, které by se území Doubravy vyhnulo.

## Těžba nerostných surovin
Nejvýznamnější byla těžba lignitu z Dubňanské lignitové sloje, která je částí Jihomoravské lignitové pánve. Nejstarší byl důl Adolf (1824–1871) ležící mezi obcemi Dubňany a Ratíškovice. Ve druhé polovině 19. století docházelo k nárůstu počtu tzv. malodolů v Dubňanech a Miloticích. Dalším impulzem pro těžbu bylo vybudování nových dolů firmou Baťa v Ratíškovicích Tomáš (1933–1952) a Theodor (1940–1954), stavba 6 km dlouhé železnice z Ratíškovic do Rohatce (1933–1934) a Baťova kanálu dlouhého 52 km z Rohatce do Otrokovic (1934–1938) pro transport vytěženého lignitu do továren Baťových závodů v Otrokovicích a ve Zlíně. Dalšími doly z této doby jsou Littner (1939–1948) v Bzenci a Jan (1939–1941) v Rohatci. Další rozvoj těžby nastal po druhé světové válce, kdy byly otevřeny doly 1. máj I (1951–1983), 1. máj II (1981–1994) v Dubňanech nebo důl Osvobození (1959–1991) v Hodoníně. Těžba lignitu vrcholila v 80. letech 20. století a byla ukončena na začátku 90. let.
Těžba rašeliny ve Vracově. Místní slatinné rašeliniště s plochou 19 ha mocností až 8 m bylo zcela vytěženo roku 1962. Prostor se samovolně zatopil vodou a vzniklá vodní plocha se nyní nazývá Rašelina nebo Vracovský rybník.
Těžba cihlářské hlíny v Ratíškovicích (1886–1981).
V roce 2016 v Doubravě probíhá těžba písku v Bzenci-Přívozu (od roku 1964), cihlářské hlíny v Hodoníně (od roku 1860) a ropy a zemního plynu u Vracova a Vacenovic.

## Turistické cíle

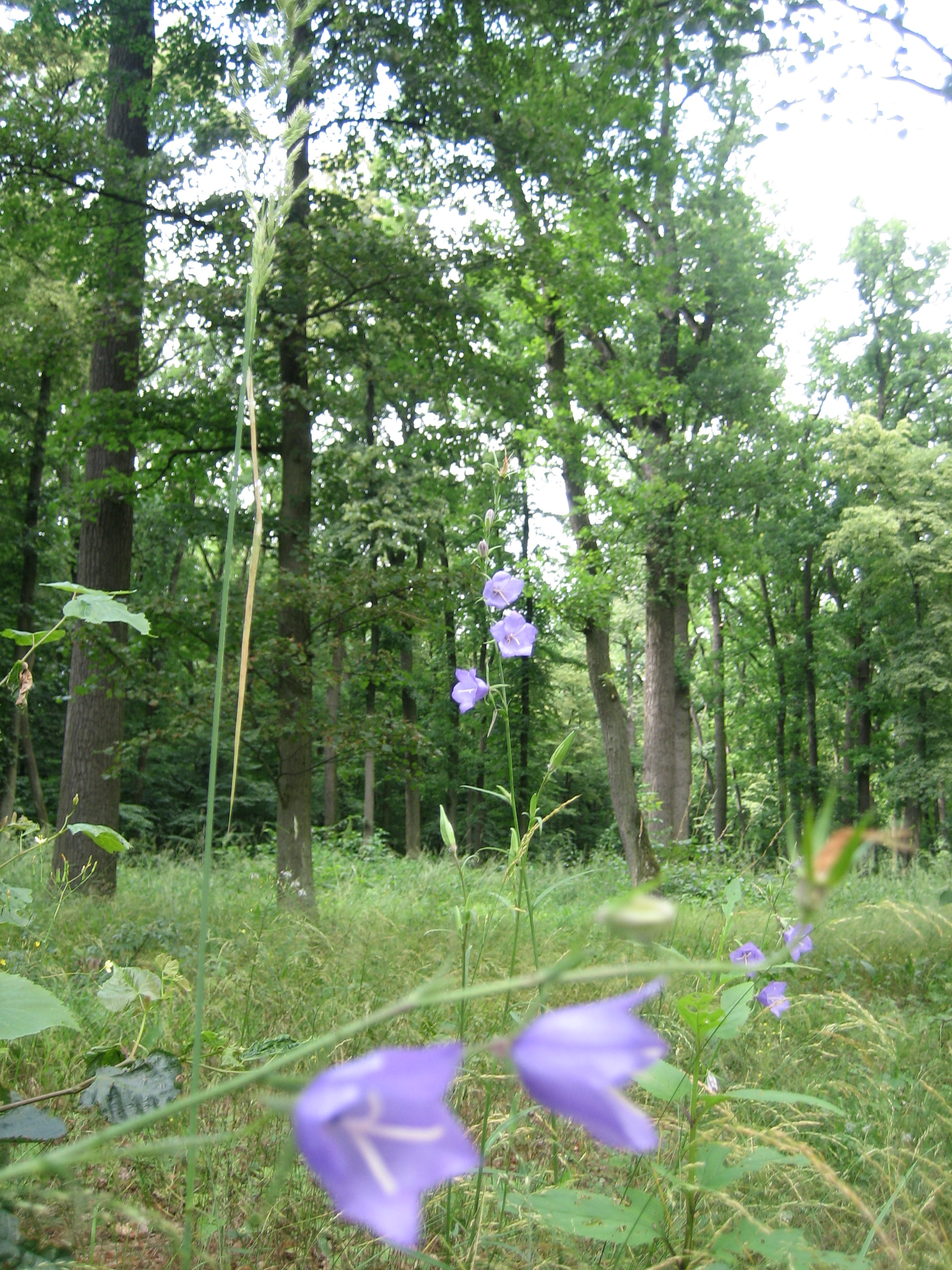
Listnaté stromy v okolí Ratíškovic

- národní přírodní památka Váté písky
- památník lesníka Jana Bedřicha Bechtela nedaleko železniční stanice Bzenec-Přívoz u pěšiny do Bzence z roku 1906[5]
- bývalý lignitový důl Littner, dnes rekreační zařízení[5]
- Žilkův dub, několik set let starý památný strom, jeden z mála pozůstatků původního dubového porostu[3][4]
- soustava tří malých rybníků Soboňky v Račím údolí na Ratíškovickém potoce, kde byl poprvé v Československu odchován amur bílý[7]
- hřebčín a dvůr pozůstalé po zaniklé vsi Rúdníku[4]
- Muzeum ve vagónu na okraji obce Ratíškovice s provozem šlapací drezíny po železniční trati k nádraží Rohatec-Kolonie na rozhraní Bzenecké a Hodonínské Doubravy
- Zoologická zahrada Hodonín na okraji Hodonínské Doubravy, v hodonínské místní části Bažantnice

## Požár v roce 2012

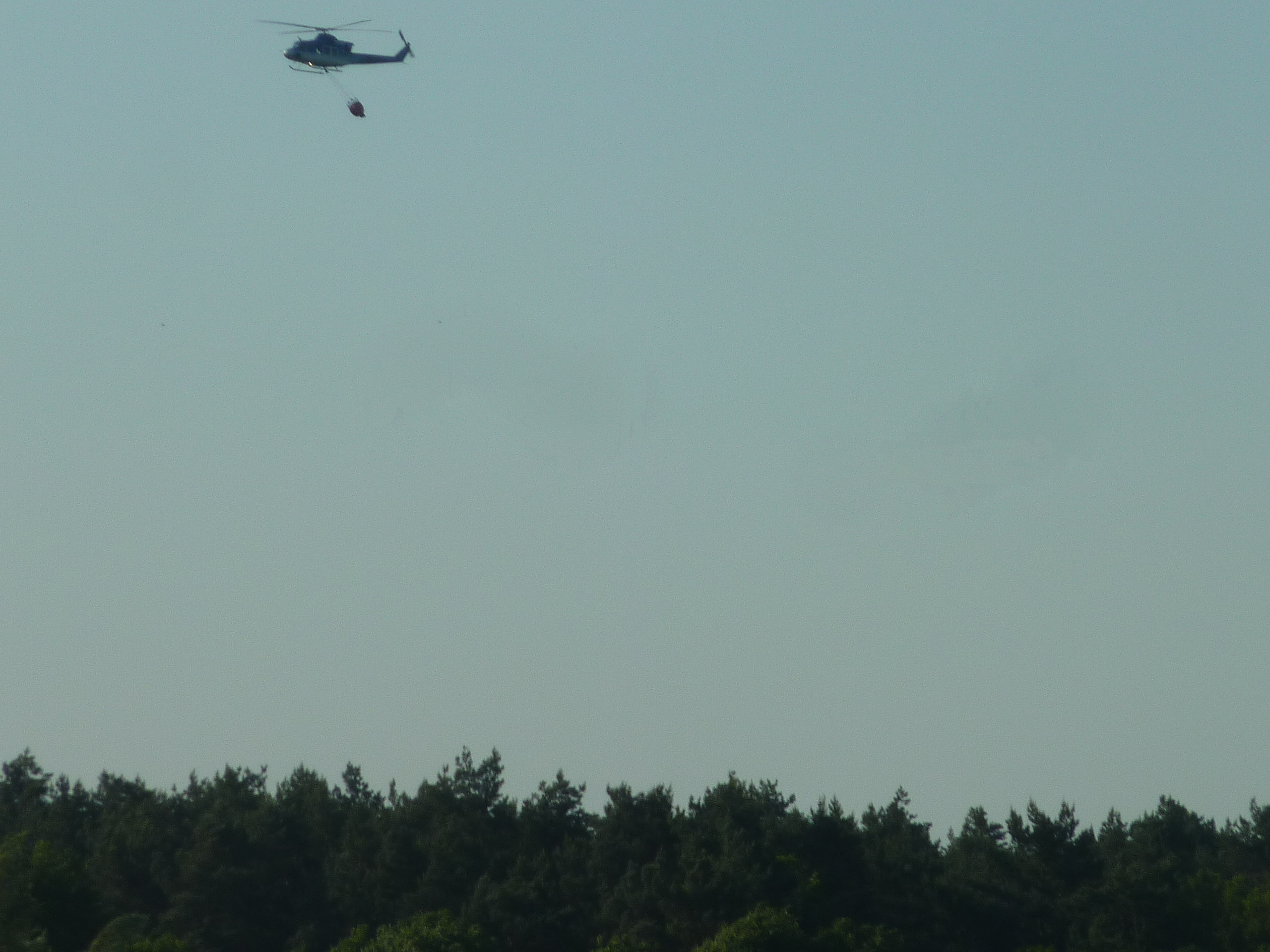
Vrtulník s bambi vakem letí nad lesem Doubrava k požáru.

Ve čtvrtek 24. května 2012 před čtvrtou hodinou odpolední vznikl v Bzenecké Doubravě nedaleko turistické základny Littner požár, který se díky vyschlému prostředí a silnému větru rychle začal nekontrolovatelně šířit. Kouř z ohně bylo brzy možné pozorovat ze vzdálenosti 20 kilometrů a byl vyhlášen 4. (zvláštní) stupeň požárního poplachu. Hasičský záchranný sbor České republiky vyslal k zásahu hasičské jednotky z Jihomoravského i Zlínského kraje. Pohyb zásahových vozidel znesnadňoval písčitý terén a několikakilometrová vzdálenost k nejbližšímu zdroji vody, řece Moravě. Do boje s ohněm byly ze základen v Brně a v Praze přivolány i dva vrtulníky Letecké služby Policie České republiky a jeden vrtulník Armády ČR. Letecká hasičská služba poskytla tři letadla (ze Zlína, Žamberka a Jihlavy). U požáru se vystřídalo více než 250 hasičských jednotek (1 500 hasičů) z Jihomoravského, Zlínského, Středočeského kraje, Královéhradeckého, Plzeňského, Jihočeského a Moravskoslezského kraje a z Kraje Vysočina. Svou techniku dali k dispozici i hasiči z Olomouckého a Pardubického kraje. V rámci mezistátní pomoci se do akce zapojilo také 30 hasičů a 10 kusů techniky ze slovenského Trnavského kraje (z Malacek, Trnavy a Skalice). Na místě došlo také k prvnímu nasazení požárního tanku v dějinách České republiky – vozidlo SPOT-55 ze Záchranného útvaru v Hlučíně bylo použito ke skrápění terénu a vytahování pařezů. Spotřebováno bylo 20 milionů litrů hasební vody a pohonné hmoty za více než milion korun.
V pátek 25. května ve 20:30 se hasičům podařilo požár lokalizovat, zastavit jeho další šíření a odstranit viditelný plamen. Dále hořely již jen kořeny a hrabanka. V sobotu 26. května dopoledne již byl požár ze všech stran obestoupen jednotkami hasičů a ve středu 30. května ráno bylo požářiště předáno zpět vlastníkovi lesa. Osm hasičů však na místě dohlíželo ještě do 7. června. Zasažena byla plocha o výměře 200 ha, na které shořelo 184 ha borového lesa ve vlastnictví Lesů České republiky. Šlo o největší lesní požár v České republice od roku 1998, větší lesní požár vzplál v červenci 2022 v Českém Švýcarsku. Škoda byla odhadnuta na miliony korun, obdobně zásah hasičů si vyžádal náklady v řádech několika milionů korun. Koncem července byl hasiči za pravděpodobnou příčinu vzniku požáru označen odhozený cigaretový nedopalek, naopak úmyslné zapálení bylo označeno za nepravděpodobné.
Deset let po požáru, v roce 2022, bylo již celé spáleniště znovu zalesněné, a to zejména borovicemi, ale i listnatými stromy jako dub, líska nebo buk.